# Molt dur de matar
Molt dur de matar (títol original en anglès, End of a Gun) és una pel·lícula d'acció estatunidenca del 2016 dirigida per Keoni Waxman, protagonitzada per Steven Seagal al paper principal. S'ha doblat i subtitulat al català.